# Neco (Musiker)
Neco (eigentl. Tahir Nejat Özyılmazel; * 24. Juli 1948 in Yozgat) ist ein türkischer Popsänger und Schauspieler.

## Leben und Wirken
In den 1960er Jahren war er Sänger diverser Orchester. Ab 1971 spielte er im Musical Hair mit. 1974 erschien seine erste Single. Er wurde ausgewählt, die Türkei beim Eurovision Song Contest 1982 zu vertreten. Mit dem Popsong Hani? landete er auf Platz 15.
1989 war er im Musical Evita als Che zu sehen. Von 2002 bis 2004 war er in der Familien-Sitcom Tatlı Hayat als Yorgo zu sehen.

## Diskografie
Alben
- 1977: Neco Mucizesi
- 1979: Dört Mevsim
- 1984: Bugün ve Yarınlara
- 1989: Hayallerimi Bırak
- 1991: Hafif Hafif

Singles
- 1974: Gülmeyi Unutan Adam / Ne Bu halimiz Böyle
- 1975: Onlar / Pam Pam
- 1976: Pembe Panter / Kızmayın Bana
- 1976: O Sabah / Nefret
- 1977: Seni Bana Katsam / Kıyamet Günü
- 1978: Artist / Sen Kimsin
- 1979: Vay Vay / Vatanım
- 1982: Hani?
- 1985: Bir Sevgi Yeter (mit Nükhet Duru)
- 2006: Küçük Bir Aşk Masalı (mit Bengü)